# تشلسي مارشال
تشلسي مارشال (بالإنجليزية: Chelsea Marshall)‏ هي متزحلقة أمريكية، ولدت في 14 أغسطس 1986 في راندولف في الولايات المتحدة.

## وصلات خارجية
- تشلسي مارشال على موقع الاتحاد الدولي للتزلج (التزلج على المنحدرات الثلجية) (الإنجليزية)
- تشلسي مارشال على موقع أوليمبيديا (الإنجليزية)